# Pinga (mitologia)
Pinga é a deusa da caça, fertilidade e medicina dos inuits. Ela organizava as manadas de caribus, e levava-os em encontro aos caçadores, por isso tinha um papel importante. A alma dos mortos renasciam em sua casa.